# Labanda postaurantia
Labanda postaurantia är en fjärilsart som beskrevs av Rothschild 1916. Labanda postaurantia ingår i släktet Labanda och familjen trågspinnare. Inga underarter finns listade i Catalogue of Life.